# Józef Faliński
Józef Jerzy Faliński (ur. 3 lipca 1946 w Radowie) – polski polityk, samorządowiec, w latach 2000–2002 marszałek województwa zachodniopomorskiego.

## Życiorys
Z wykształcenia politolog. W okresie PRL działał w PZPR, był sekretarzem partii w Barlinku. Na początku lat 90. pracował jako nauczyciel. W latach 1994–2000 był burmistrzem Barlinka. Od 26 stycznia 2000 do 9 grudnia 2002 pełnił funkcję marszałka województwa zachodniopomorskiego. Następnie do 2008 zajmował stanowisko zastępcy prezesa zarządu Wojewódzkiego Funduszu Ochrony Środowiska i Gospodarki Wodnej.
Od 1998 zasiadał w sejmiku województwa. Należał do Sojuszu Lewicy Demokratycznej, w 2004 przeszedł do SdPl, kierował wojewódzkimi strukturami tej partii. W wyborach samorządowych w 2006 został wybrany radnym III kadencji z listy Lewicy i Demokratów. Pod koniec tego samego roku wystąpił z klubu radnych LiD, a w 2008 przystąpił do klubu radnych Platformy Obywatelskiej. W 2009 utracił mandat radnego na skutek orzeczenia NSA z uwagi na wcześniejsze łączenie go z pracą w WFOŚiGW. Mandat radnego odzyskał rok później z listy PO. Nie utrzymał go w 2014, jednak w 2015 po kilku tygodniach nowej kadencji zastąpił Rafała Zająca, który zrezygnował w związku z zakazem łączenia zajmowanych funkcji. W 2018 uzyskał natomiast mandat radnego powiatu myśliborskiego.

## Odznaczenia
W 2002 odznaczony Krzyżem Kawalerskim Orderu Odrodzenia Polski.